# Zygaena sogdiana
Zygaena sogdiana là một loài bướm đêm trong họ Zygaenidae. Nó được tìm thấy ở Trung Á.